# Shantae and the Pirate's Curse
Shantae and the Pirate's Curse är ett sidscrollande plattformsspel som utvecklats av WayForward Technologies till Nintendo 3DS och Wii U. Det är det tredje spelet i Shantae-serien, och följer Shantae: Risky's Revenge från 2010. Det släpptes i Nordamerika på 3DS eShop den 23 oktober 2014 och på Wii U eShop den 25 december 2014 och i PAL-regioner på båda plattformarna den 5 februari 2015. Spelet skickades senare till Playstation 4, Xbox One, Microsoft Windows, Amazon Fire TV och Nintendo Switch. 2021/2022 släpptes spelet av Limited Run Games i fysisk utgåva till Playstation 4, Playstation 5 och Nintendo Switch. Spelet följer äventyren till den eponymiska halvanden Shantae, eftersom hon än en gång måste rädda Sequin Land från en ny fiende, Pirate Master, med hjälp av hennes ärkefiende Risky Boots.
Et fjärde spel i serien, Shantae: Half-Genie Hero, släpptes den 20 december 2016.